# 코플리 메달 수상자 목록
다음은 코플리 메달 수상자 목록이다.

## 1730년대
| 연도 | 수상자 이름   | 업적 |
| 1731 | 스티븐 그레이 | 새로운 전기 실험을 한 공로: 자연 지식의 이 부분에 대한 발견과 개선으로 협회에 항상 보답하려는 의지를 한 공로 |
| 1732 | 스티븐 그레이 | 1732년에 행한 실험을 한 공로                                                                                 |
| 1733 | 수상자 없음   | 수상자 없음                                                                                                  |
| 1734 | 존 데사굴리에 | 학회 이전에 수행된 여러 실험을 한 공로                                                                       |
| 1735 | 수상자 없음   | 수상자 없음                                                                                                  |
| 1736 | 존 데사굴리에 | 한 해 동안 진행된 실험을 한 공로                                                                             |
| 1737 | 존 벨치어     | 살아있는 동물의 뼈를 붉은색으로 염색하는 꼭두서니 뿌리 다이어트의 특성을 보여주는 실험을 한 공로             |
| 1738 | 제임스 발루에 | 웨스트민스터에 건립될 다리의 기초를 만들기 위해 파일을 구동하는 엔진을 발명한 공로                           |
| 1739 | 스티븐 헤일즈 | 돌을 녹이는 약과 바다에서 장거리 항해에 고기를 보관하는 방부제를 발견하기 위한 실험을 한 공로                |

## 1740년대
| 연도 | 수상자 이름       | 업적                                                                                    |
| 1740 | 알렉산더 스튜어트 | 근육 운동에 관한 강의                                                                   |
| 1741 | 존 데사굴리에     | 전기의 특성을 발견하기 위한 실험을 한 공로                                              |
| 1742 | 크리스토퍼 미들턴 | 허드슨 만을 거쳐 동인도 제도로 가는 북서쪽 통로를 발견하고, 관찰 결과를 전달하는데 기여 |
| 1743 | 아브라함 트렘블리 | 폴리푸스에 대한 실험                                                                    |
| 1744 | 헨리 베이커       | 월경 속에 용해된 식염수 미립자의 결정화 또는 구성에 관한 실험을 한 공로                 |
| 1745 | 윌리엄 왓슨       | 전기 현상의 놀라운 발견을 한 공로                                                       |
| 1746 | 벤자민 로빈슨     | 공기의 저항을 보여주기 위한 실험과 발사체의 운동에 대한 규칙을 확립한 공로              |
| 1747 | 고윈 나이트       | 자연 자석과 인공 자석을 이용한 몇 가지 매우 흥미로운 실험을 한 공로                     |
| 1748 | 제임스 브래들리   | 고정된 별들의 겉보기 운동과 겉보기 운동의 원인에 대한 발견을 한 공로                    |
| 1749 | 존 해리슨         | 시간의 정확한 측정을 위한 도구들을 발명한 공로                                          |

## 1750년대
| 연도 | 수상자 이름        | 업적                                                                                            |
| 1750 | 조지 에드워즈      | 매우 흥미로운 책인 '새들의 자연적인 역사 등'을 출판한 공로                                      |
| 1751 | 존 캔턴            | 인공 자석을 만든 공로                                                                           |
| 1752 | 존 프링글 1대 남작 | 정화조 및 방부제 물질에 대한 관찰과 그에 관한 실험                                              |
| 1753 | 벤저민 프랭클린    | 전기 실험과 그에 관한 관찰을 한 공로                                                            |
| 1754 | 윌리엄 루이스      | 금 안에 있는 플라티나를 통한 많은 실험을 한 공로                                                |
| 1755 | 존 헉삼            | 안티몬에 관한 많은 유용한 실험을 한 공로                                                        |
| 1756 | 수상자 없음        | 수상자 없음                                                                                     |
| 1757 | 찰스 캐번디시      | 온도계를 발명한 공로                                                                            |
| 1758 | 존 돌론드          | 빛의 광선의 다양한 굴절성에 관한 많은 실험과 발견을 한 공로                                     |
| 1759 | 존 스미튼          | 수차와 풍차 돛에 관한 실험과 밀스의 움직임에 있어서 물과 바람의 힘에 관한 실험적 탐구를 한 공로 |

## 1760년대
| 연도 | 수상자 이름                                     | 업적 |
| 1760 | 벤저민 윌슨                                     | 전기에 대한 많은 실험을 한 공로 |
| 1761 | 수상자 없음                                     | 수상자 없음 |
| 1762 | 수상자 없음                                     | 수상자 없음 |
| 1763 | 수상자 없음                                     | 수상자 없음 |
| 1764 | 존 캔턴                                         | 물과 기타 유체의 압축성을 증명하기 위해 공기 펌프와 응축 엔진을 이용한 매우 독창적이고 우아한 실험을 한 공로                                                                                            |
| 1765 | 수상자 없음                                     | 수상자 없음 |
| 1766 | 윌리엄 브라운리그 에드워드 델레발 헨리 캐번디시 | 공기에 대한 실험적 탐구를 한 공로 (브라운리그) 여러 금속의 비중, 유리와 결합했을 때의 색상 및 기타 금속의 비중 사이의 일치에 대한 실험 및 관찰을 한 공로 (델라발) 공기에 관한 실험을 한 공로 (캐번디시) |
| 1767 | 존 엘리스                                       | ‘코랄리나’라고 불리는 식충류 속의 동물성, 그리고 최근 새로 양도된 섬의 해안에서 발견된 악티아나 소시아타 또는 군집 동물 꽃에 대해 설명한 공로                                                           |
| 1768 | 피터 울프                                       | 산, 휘발성 알칼리 및 기타 물질의 증류에 관한 실험을 한 공로 |
| 1769 | 윌리엄 휴슨                                     | “양서류 동물의 림프계에 대한 설명”, “어류의 림프계에 대한 설명”라는 논문을 발표한 공로 |

## 1770년대
| 연도 | 수상자 이름       | 업적                                                                                 |
| 1770 | 윌리엄 해밀턴     | “에트나 산 여행에 관한 이야기”라는 논문을 발표한 공로                                |
| 1771 | 매튜 레이퍼       | “고대 그리스와 로마 화폐의 가치에 대한 탐구”라는 논문을 발표한 공로                  |
| 1772 | 조지프 프리스틀리 | 다양한 종류의 공기에 대한 관찰과 유용한 실험을 한 공로                               |
| 1773 | 존 월시           | 어뢰에 관한 논문을 발표한 공로                                                       |
| 1774 | 수상자 없음       | 수상자 없음                                                                          |
| 1775 | 네빌 매스켈린     | 산에 대한 관찰을 한 공로                                                             |
| 1776 | 제임스 쿡         | 승무원의 건강을 보존하기 위해 취한 방법에 대해 설명한 공로                           |
| 1777 | 존 머지           | 반사 망원경의 금속에 대한 최상의 구성을 만들기 위한 지침이 포함된 논문을 발표한 공로 |
| 1778 | 찰스 허튼         | “실험에 의해 결정된 발사된 화약의 힘과 대포알의 초기 속도”라는 논문을 발표한 공로    |
| 1779 | 수상자 없음       | 수상자 없음                                                                          |

## 1780년대
| 연도 | 수상자 이름             | 업적 |
| 1780 | 사무엘 빈스             | “점진적 및 회전 운동의 원리에 대한 조사”라는 논문을 발표한 공로                                               |
| 1781 | 윌리엄 허셜             | 새롭고 특이한 별을 발견한 공로                                                                                |
| 1782 | 리차드 커원             | 소금의 화학적으로 분석한 공로                                                                                 |
| 1783 | 존 구드릭 토마스 허친슨 | 알골별의 빛 변화 기간을 발견한 공로 (구드릭) 수은 응결의 지점을 발견한 공로 (허친슨)                          |
| 1784 | 에드워드 웨어링         | 사회에 대한 수학적 커뮤니케이션을 연구한 공로                                                                 |
| 1785 | 윌리엄 로이             | ‘Hounslow Heath’ 기지 측정을 한 공로                                                                          |
| 1786 | 수상자 없음             | 수상자 없음                                                                                                   |
| 1787 | 존 헌터                 | “난소에 관하여” “개, 늑대, 자칼 종에 정체성에 관하여” “고래의 해부학에 관하여”라는 세 개의 논문을 발표한 공로 |
| 1788 | 찰스 블레그덴           | 응결에 관한 두 논문을 발표한 공로                                                                             |
| 1789 | 윌리엄 모건             | 복귀와 생존의 가치에 관한 두 편의 논문을 발표한 공로                                                          |

## 1790년대
| 연도 | 수상자 이름             | 업적 |
| 1780 | 사무엘 빈스             | “점진적 및 회전 운동의 원리에 대한 조사”라는 논문을 발표한 공로                                               |
| 1781 | 윌리엄 허셜             | 새롭고 특이한 별을 발견한 공로                                                                                |
| 1782 | 리차드 커원             | 소금의 화학적으로 분석한 공로                                                                                 |
| 1783 | 존 구드릭 토마슷 허친슨 | 알골별의 빛 변화 기간을 발견한 공로 (구드릭) 수은 응결의 지점을 발견한 공로 (허친슨)                          |
| 1784 | 에드워드 웨어링         | 사회에 대한 수학적 커뮤니케이션을 연구한 공로                                                                 |
| 1785 | 윌리엄 로이             | ‘Hounslow Heath’ 기지 측정을 한 공로                                                                          |
| 1786 | 수상자 없음             | 수상자 없음                                                                                                   |
| 1787 | 존 헌터                 | “난소에 관하여” “개, 늑대, 자칼 종에 정체성에 관하여” “고래의 해부학에 관하여”라는 세 개의 논문을 발표한 공로 |
| 1788 | 찰스 블레그덴           | 응결에 관한 두 논문을 발표한 공로                                                                             |
| 1789 | 윌리엄 모건             | 복귀와 생존의 가치에 관한 두 편의 논문을 발표한 공로                                                          |

## 1800년대
| 연도 | 수상자 이름            | 업적                                                          |
| 1800 | 에드워드 찰스 하워드   | 새로운 폭발성 수성에 관한 논문을 발표한 공로                  |
| 1801 | 애슐리 쿠퍼            | 귀의 고막 파괴로 인해 발생하는 효과에 대한 논문을 발표한 공로 |
| 1802 | 윌리엄 하이드 울러스턴 | 다양한 논문을 발표한 공로                                     |
| 1803 | 리차드 체네빅스        | 다양한 화학 논문을 발표한 공로                                |
| 1804 | 스미스슨 테넌트        | 다양한 화학적 발견에 대해 연구한 공로                         |
| 1805 | 험프리 데이비          | 다양한 커뮤니케이션에 대한 발표를 한 공로                     |
| 1806 | 토마스 앤드류 나이트   | 식물에 관한 다양한 논문을 발표한 공로                         |
| 1807 | 에버라드 홈            | 해부학 및 생리학에 관한 다양한 논문을 발표한 공로             |
| 1808 | 윌리엄 헨리            | 다양한 논문을 사회에 전달한 공로                              |
| 1809 | 에드워드 트로튼        | 천문 기구 분할 방법에 관한 설명을 한 공로                     |

## 1810년대
| 연도 | 수상자 이름          | 업적 |
| 1810 | 수상자 없음          | 수상자 없음 |
| 1811 | 벤저민 콜린스 브로디 | 심장 활동과 동물 열 생성에 대한 뇌의 영향, 특정 식물 독에 의해 죽음이 초래되는 다양한 방식에 대해 쓴 논문을 발표한 공로 |
| 1812 | 수상자 없음          | 수상자 없음 |
| 1813 | 윌리엄 토마스 브랜드 | 알코올에 관한 커뮤니케이션에 대한 논문을 발표한 공로                                                                    |
| 1814 | 제임스 아이보리      | 다양한 수학적 연구를 한 공로                                                                                            |
| 1815 | 데이비드 브루스터    | 투명체 반사에 의한 빛의 편광에 관한 논문을 발표한 공로                                                                  |
| 1816 | 수상자 없음          | 수상자 없음 |
| 1817 | 헨리 케이터          | 진자에 대한 실험을 한 공로                                                                                              |
| 1818 | 로버트 세핑스        | 군함 건조에 관한 논문을 발표한 공로                                                                                     |
| 1819 | 수상자 없음          | 수상자 없음 |

## 1820년대
| 연도 | 수상자 이름                 | 업적 |
| 1820 | 한스 크리스티안 외르스테드  | 전자기 발견을 한 공로 |
| 1821 | 에드워드 사빈 존 허셜       | 후기 북극 지역에서 연구한 공로 (사빈) 논문을 쓴 공로 (허셜)                                                                                                   |
| 1822 | 윌리엄 버클랜드             | 커크데일 동굴에서 발견된 치아와 뼈 화석에 관한 논문을 발표한 공로                                                                                             |
| 1823 | 존 폰드                     | 왕립학회와 다양한 커뮤니케이션을 한 공로 |
| 1824 | 존 블링클리                 | 왕립학회와 다양한 커뮤니케이션을 한 공로 |
| 1825 | 프랑수아 아라고 피터 발로우 | 철을 함유하지 않은 물질의 자기적 특성을 발견한 공로 (아라고) 자성을 주제로 한 다양한 커뮤니케이션을 한 공로 (발로우)                                          |
| 1826 | 제임스 사우스               | 이중성에 대한 관찰과 태양 사이의 불일치에 관한 논문을 발표한 공로                                                                                             |
| 1827 | 윌리엄 프라우트 헨리 포스터 | “단순 영양 물질의 궁극적인 구성에 관하여”라는 논문과 일반적인 조직체를 분석한 공로 (프라우트) 포트 보웬 (Port Bowen)으로 북극 탐험 중 관찰을 한 공로 (포스터) |
| 1828 | 수상자 없음                 | 수상자 없음 |
| 1829 | 수상자 없음                 | 수상자 없음 |

## 1830년대
| 연도 | 수상자 이름                              | 업적 |
| 1830 | 수상자 없음                              | 수상자 없음 |
| 1831 | 조지 비델 에어리                         | 망원경의 무색 접안렌즈 구성 원리에 관한 논문을 발표한 공로                                                             |
| 1832 | 마이클 패러데이 시메옹 드니 푸아송       | 자기-전기 발견을 한 공로 (패러데이) “모세관 작용의 새로운 이론”이라는 저서를 발표한 공로 (푸아송)                      |
| 1833 | 수상자 없음                              | 수상자 없음 |
| 1834 | 조반니 플라나                            | “달의 움직임에 관한 이론”이라는 저서를 발표한 공로                                                                     |
| 1835 | 윌리엄 스노우 해리스                     | 고강도 전기의 힘에 대한 실험적 연구를 한 공로                                                                          |
| 1836 | 옌스 야코브 베르셀리우스 프랜시스 키어넌 | 광물체 분석에 일정한 비율의 교리를 체계적으로 적용한 공로 (베르셀리우스) 간 구조의 관한 연구 (키어넌)                  |
| 1837 | 앙투안 세자르 베크렐 존 다니엘           | 전기에 관한 연구와 금속 황 결정체와 황 결정체의 생산에 관한 연구 (베크렐) 볼타 조합에 관한 논문을 발표한 공로 (다니엘) |
| 1838 | 카를 프리드리히 가우스 마이클 패러데이   | 자기에 대한 발명과 수학적 연구 (가우스) 특정 전기 유도에 대한 연구 (페러데이)                                          |
| 1839 | 로버트 브라운                            | 야채 함침이라는 주제로 수년에 걸쳐 발견한 공로                                                                         |

## 1840년대
| 연도 | 수상자 이름                                  | 업적 |
| 1840 | 유스투스 폰 리비히 자크 샤를 프랑수아 스튀름 | 유기 화학 분야의 발견, 특히 유기 라디칼의 구성과 이론 개발에 기여 (리비히) 수치방정식의 해법에 관한 회고록을 출간한 공로 (스튀름)   |
| 1841 | 게오르그 옴                                  | 전류 법칙에 대한 연구 |
| 1842 | 제임스 맥컬라                                | 빛의 파동 이론에 관한 연구 |
| 1843 | 장바티스트 뒤마                              | 유기화학에 관한 연구. 특히 화학물질의 유형과 치환 법칙에 관한 연구. 탄소, 산소, 수소, 질소 및 기타 원소의 원자량에 관한 정교한 연구 |
| 1844 | 카를로 마테우치                              | 동물 전기에 관한 다양한 연구 |
| 1845 | 테오도어 슈반                                | 동물과 식물의 질감 발달에 관한 생리학적 연구                                                                                        |
| 1846 | 위르뱅 르베리에                              | 천왕성의 교란과 관련된 연구를 통해 새로운 행성의 존재를 증명하고 예측한 공로                                                        |
| 1847 | 존 허셜                                      | 눈에 보이는 하늘의 전체 표면을 망원경으로 연구한 공로                                                                               |
| 1848 | 존 쿠치 애덤스                               | 천왕성의 교란과 관련된 연구와 그에 관한 교란의 역문제를 적용한 공로                                                                 |
| 1849 | 로드릭 머치슨                                | 지질학에 탁월한 공헌을 한 공로. 실루리아기 체계로 지정된 오래된 고생대 퇴적물을 분류 확립시킨 공로.                                 |

## 1850년대
| 연도 | 수상자 이름            | 업적                                                                                 |
| 1850 | 페테르 안드레아스 한센 | 물리 천문학에 대한 연구                                                              |
| 1851 | 리처드 오언            | 비교 해부학 및 고생물학에 대한 발견                                                  |
| 1852 | 알렉산더 폰 훔볼트     | 지상 물리학 분야에서 뛰어난 공헌을 한 공로                                           |
| 1853 | 하인리히 빌헬름 도브   | 지구 표면의 열 분포에 관한 연구                                                      |
| 1854 | 요하네스 페터 뮐러     | 생리학 및 비교 해부학의 다양한 분야에 대한 연구. 특히 극피동물의 발생학에 대한 연구. |
| 1855 | 레옹 푸코              | 실험물리학 분야의 다양한 연구                                                        |
| 1856 | 앙리 밀네두아르스      | 비교 해부학과 동물학에 대한 연구                                                     |
| 1857 | 미셸 외젠 셰브뢸       | 유기화학, 특히 지방의 구성에 관한 연구와 색의 대조에 관한 연구                       |
| 1858 | 찰스 라이엘            | 지질학에 관한 연구                                                                   |
| 1859 | 빌헬름 에루아르트 베버 | 전기, 자기, 음향학 등에 관한 연구                                                    |

## 1860년대
| 연도 | 수상자 이름           | 업적 |
| 1860 | 로베르트 분젠         | 카코딜, 기체 분석, 아이슬란드의 볼테르 현상에 대한 연구 |
| 1861 | 루이 아가시           | 고생물학 및 기타 과학 분야에서의 뛰어난 연구 |
| 1862 | 토마스 그레이엄       | 액체 확산에 관한 세 권의 회고록을 발표한 공로. 삼투압과 화합물을 콜로이드와 결정체로 구별하는 것을 포함하여 분석에 적용되는 액체 확산에 관한 논문을 발표한 공로. |
| 1863 | 애덤 세지윅           | 고생대 암석 계열의 지질학에 대한 독창적인 관찰과 발견. 특히 데본셔의 킬라스 암석과 화석의 중첩 순서를 관찰하여 데본기 시스템의 특성을 결정하는데 공헌            |
| 1864 | 찰스 다윈             | 지질학, 동물학, 식물생리학 분야에서 중요한 연구를 한 공로 |
| 1865 | 미셸 샬               | 순수 기하학에 대한 역사적이며 독창적인 연구를 한 공로 |
| 1866 | 율리우스 플뤼커       | 분석 기하학, 자기 및 스펙트럼 분석 분야의 연구 |
| 1867 | 카를 에른스트 폰 베어 | 발생학과 비교해부학의 발견과 동물학 철학에 대한 공헌 |
| 1868 | 찰스 휘트스톤         | 음향학, 광학, 전기 및 자기학에 대한 연구 |
| 1869 | 앙리 빅터 르노        | 기체와 증기의 비열에 대한 정교한 조사와 증기의 탄성력에 관한 연구                                                                                                |

## 1870년대
| 연도 | 수상자 이름                 | 업적 |
| 1870 | 제임스 프레스콧 줄          | 열의 역학 이론에 대한 실험적 연구 |
| 1871 | 율리우스 로베르트 폰 마이어 | 열역학에 대한 연구 (무기 자연의 힘, 영양과 관련된 유기 운동, 열, 천체 역학, 열의 기계적 등가물)                                                        |
| 1872 | 프리드리히 뵐러             | 화학 과학에 대한 수많은 공헌, 특히 암모니아에 의한 시아노겐 분해 생성물에 대한 연구 (요산 유도체, 벤조일 시리즈, 붕소와 규소 및 이들의 화합물, 유성석) |
| 1873 | 헤르만 폰 헬름홀츠          | 물리학과 생리학 분야의 연구 |
| 1874 | 루이 파스퇴르               | 발효와 펠레린에 관한 연구 |
| 1875 | 아우구스트 빌헬름 폰 호프만 | 화학에 대한 수많은 공헌, 특히 암모니아 유도체 연구에 대한 공로                                                                                         |
| 1876 | 클로드 베르나르             | 생리학 분야에 수많은 공헌을 한 공로 |
| 1877 | 제임스 드와이트 대너        | 생물학적, 지질학적, 광물학적 연구를 반세기에 걸쳐 한 공로                                                                                              |
| 1878 | 장 밥티스트 부싱고          | 농화학 분야에서 오랫동안 지속되고 중요한 연구와 발견을 한 공로                                                                                         |
| 1879 | 루돌프 클라우지우스         | 열에 관한 연구 |

## 1880년대
| 연도 | 수상자 이름                 | 업적 |
| 1880 | 제임스 조지프 실베스터      | 오랫동안 계속된 수학 연구와 발견                                                                                         |
| 1881 | 아돌프 부르츠               | 유기 암모니아, 글리콜을 발견하고 화학 발전에 상당한 영향을 미친 많은 연구                                                |
| 1882 | 아서 케일리                 | 순수 수학에 대한 수많은 심오하고 포괄적인 연구                                                                           |
| 1883 | 제1대 켈빈 남작 윌리엄 톰슨 | 에너지의 보편적 소산 법칙을 발견. 실험적, 수학적 물리학, 특히 전기 및 열역학 이론 분야의 연구 및 탁월한 업적을 남긴 공로 |
| 1884 | 카를 루트비히               | 생리학에 대한 연구와 생리학에 큰 공헌을 한 공로                                                                          |
| 1885 | 아우구스트 케쿨레           | 유기화학 분야의 연구 |
| 1886 | 프란츠 에른스트 노이만      | 이론광학 및 전기역학 분야의 연구                                                                                         |
| 1887 | 조지프 돌턴 후커            | 식물과학에 기여한 공로                                                                                                   |
| 1888 | 토마스 헨리 헉슬리          | 척추동물과 무척추동물의 형태와 조직학에 대한 연구와 지난 수년간 생물학 전반에 대한 공헌                                  |
| 1889 | 조지 살몬                   | 순수 수학 주제에 관한 다양한 논문들을 발표한 공로                                                                        |

## 1890년대
| 연도 | 수상자 이름                        | 업적                                                      |
| 1890 | 사이먼 뉴컴                        | 중력 천문학의 발전에 기여한 공로                          |
| 1891 | 스타니슬라오 카니차로              | 특히 아보가드로스 이론을 적용하여 화학 철학에 기여한 공로 |
| 1892 | 루돌프 피르호                      | 병리학, 병리해부학, 선사고고학에 대한 연구                |
| 1893 | 제1대 준남작 조지 스토크스 경      | 물리학 분야의 연구와 발견                                 |
| 1894 | 에드워드 프랭클랜드                | 이론 및 응용 화학에 대해 공헌                             |
| 1895 | 카를 바이어슈트라스                | 순수 수학에 대한 연구                                     |
| 1896 | 칼 게겐바우어                      | 동물계의 모든 분야에서 비교 해부학을 연구한 공로 등       |
| 1897 | 알베르트 폰 쾰리커                 | 발생학, 비교해부학, 생리학 분야에 공헌                    |
| 1898 | 윌리엄 허긴스                      | 천체에 적용되는 스펙트럼 분석 연구                        |
| 1899 | 제3대 레일리 남작 존 윌리엄 스트럿 | 물리과학 분야에 공헌                                      |

## 1900년대
| 연도 | 수상자 이름                | 업적                                                                                   |
| 1900 | 마르셀린 베르텔로          | 화학에 대한 뛰어난 업적을 남긴 공로                                                    |
| 1901 | 조사이어 윌러드 기브스     | 수리 물리학에 대한 공헌                                                                |
| 1902 | 조지프 리스터              | 현대 수술 실습에 미치는 영향에 관한 생리학적, 병리학적 연구를 한 공로                  |
| 1903 | 에두아르드 수스            | 지질학에 관한 독창적인 업적을 남긴 공로                                                |
| 1904 | 윌리엄 크룩스              | 분광화학, 매우 희박한 가스의 전기 및 기계적 현상, 방사성 현상 및 기타 주제에 대한 연구 |
| 1905 | 드미트리 멘델레예프        | 화학 및 물리과학에 공헌                                                                |
| 1906 | 엘리 메치니코프            | 동물학 및 병리학 분야 연구                                                             |
| 1907 | 앨버트 에이브러햄 마이컬슨 | 광학에 대한 연구                                                                       |
| 1908 | 알프레드 러셀 월리스       | 자연사에 대한 많은 공헌과 자연 선택에 의한 종의 기원 이론을 완성하는데 기여            |
| 1909 | 조지 윌리엄 힐             | 수학적 천문학에 대한 연구                                                              |

## 1910년대
| 연도 | 수상자 이름      | 업적                                                      |
| 1910 | 프랜시스 골턴    | 유전에 관한 연구                                          |
| 1911 | 조지 하워드 다윈 | 조석 이론, 행성의 형상 및 관련 주제에 대한 연구           |
| 1912 | 펠릭스 클라인    | 수학에 대한 연구                                          |
| 1913 | 레이 랭케스터    | 동물학에 관한 연구                                        |
| 1914 | 조지프 존 톰슨   | 물리학에서의 발견                                         |
| 1915 | 이반 파블로프    | 소화의 생리학과 신경계의 상위 중추에 대한 연구            |
| 1916 | 제임스 듀어      | 물리화학 분야의 중요한 연구, 특히 가스의 액화에 대한 연구 |
| 1917 | 에밀 루          | 혈청 치료의 선구적인 공헌                                 |
| 1918 | 헨드릭 로런츠    | 수리물리학 분야에서 뛰어난 연구를 한 공로                 |
| 1919 | 윌리엄 베일리스  | 일반 생리학 및 생물물리학 연구                            |

## 1920년대
| 연도 | 수상자 이름               | 업적                                    |
| 1920 | 호레이스 태버러 브라운    | 탄수화물의 화학에 관한 연구             |
| 1921 | 조지프 라모어             | 수리물리학을 연구한 공로                |
| 1922 | 어니스트 러더퍼드         | 방사능과 원자 구조에 대한 연구          |
| 1923 | 호레이스 램               | 수리물리학을 연구한 공로                |
| 1924 | 에드워드 앨버트 샤피 쉐퍼 | 생리학 및 조직학 분야에 공헌            |
| 1925 | 알베르트 아인슈타인       | 상대성 이론과 양자 이론에 대한 공헌     |
| 1926 | 프레더릭 가울랜드 홉킨스  | 생화학 분야에서 탁월한 업적을 남긴 공로 |
| 1927 | 찰스 스콧 셰링턴          | 신경학 분야에 뛰어난 업적을 남긴 공로   |
| 1928 | 찰스 앨저넌 파슨스        | 공학 과학에 대한 공헌                   |
| 1929 | 막스 플랑크               | 이론물리학에 대한 공헌, 양자이론 창시   |

## 1930년대
| 연도 | 수상자 이름         | 업적 |
| 1930 | 윌리엄 헨리 브래그  | 결정학과 방사능 분야에 뛰어난 공헌을 한 공로                                                             |
| 1931 | 아서 슈스터         | 광학 및 지구 자기 분야의 뛰어난 연구                                                                     |
| 1932 | 조지 엘러리 헤일    | 태양 자기 현상에 대한 연구                                                                               |
| 1933 | 테오발드 스미스     | 동물과 인간의 질병에 대한 독창적인 연구와 관찰                                                           |
| 1934 | 존 스콧 홀데인      | 인간 생리학 분야의 발견과 이를 의학, 광업, 잠수, 공학에 적용한 공로                                      |
| 1935 | 찰스 톰슨 리스 윌슨 | 원자와 그 특성에 대한 지식을 발전시키는 데 클라우드를 사용하는 방법에 대한 연구                          |
| 1936 | 아서 에번스         | 크레타에서의 선구적인 업적, 특히 미노아 시대의 역사와 문명에 대해 공헌                                   |
| 1937 | 헨리 핼릿 데일      | 생리학 및 약리학, 특히 신경계 및 신경근육계와 관련된 중요한 공헌을 한 공로                               |
| 1938 | 닐스 보어           | 원자 구조의 양자 이론 개발에 있어 뛰어난 업적을 남긴 공로                                                |
| 1939 | 토마스 헌트 모건    | 유전뿐만 아니라 진화의 메커니즘과 본질에 대한 우리의 이해에 혁명을 일으킨 현대 유전학 과학을 확립한 공로 |

## 1940년대
| 연도 | 수상자 이름             | 업적 |
| 1940 | 폴 라주뱅               | 자기의 전자 이론에 대한 선구적인 연구, 가스 내 전기 방전에 대한 근본적인 공헌, 이론 물리학의 여러 분야에서 중요한 업적을 남긴 공로 |
| 1941 | 토마스 루이스           | 포유류 심장에 대한 임상적이고 실험적인 조사를 한 공로                                                                              |
| 1942 | 로버트 로빈슨           | 유기화학 전 분야에 영향을 미친 독창성과 탁월성을 갖춘 연구 성과를 낸 공로                                                          |
| 1943 | 조셉 바크로프트         | 호흡과 혈액의 호흡 기능에 관한 뛰어난 연구                                                                                         |
| 1944 | 제프리 잉그램 테일러    | 공기역학, 유체역학, 금속 구조에 대한 많은 공헌으로 물리학과 그 응용의 발전에 지대한 영향을 미친 공로                               |
| 1945 | 오즈월드 에이버리       | 감염성 질환에 대한 면역 연구에 화학적 방법을 성공적으로 도입한 공로                                                                |
| 1946 | 에드거 에이드리언       | 신경 활동의 기본 본질과 특정 신경 기능의 국소화에 관한 뛰어난 연구를 한 공로                                                       |
| 1947 | 고도프리 해럴드 하디    | 지난 30년 동안 영국의 수학적 분석 발전에서 뛰어난 역할을 한 공로                                                                   |
| 1948 | 아치볼드 비비언 힐      | 신경 및 기타 조직의 발열 문제와 생물물리학적 현상에 대한 탁월한 연구                                                               |
| 1949 | 게오르그 카를 폰 헤베시 | 방사성 원소 화학에 대한 뛰어난 업적, 특히 생물학적 과정 조사에서 방사성 추적 기술 개발을 한 공로                                   |

## 1950년대
| 연도 | 수상자 이름            | 업적 |
| 1950 | 제임스 채드윅          | 핵물리학과 원자력 발전, 특히 중성자 발견에 대한 뛰어난 업적을 남긴 공로                                    |
| 1951 | 데이비드 케일린        | 원생동물학, 곤충학, 효소 생화학 분야의 기초 연구                                                           |
| 1952 | 폴 디랙                | 양자역학에서 입자의 상대론적 역학에 대한 놀라운 업적을 남긴 공로                                           |
| 1953 | 알베르트 클루이버      | 미생물학에 대한 근본적인 성격을 지닌 탁월한 업적을 남긴 공로                                               |
| 1954 | 에드먼드 테일러 휘태커 | 순수수학과 응용수학과 이론물리학에 탁월한 공헌을 한 공로                                                   |
| 1955 | 로널드 피셔            | 양적을 생물학의 광대한 분야로 만들기 위한 통계학의 이론 및 응용 개발에 대한 뛰어난 공헌을 한 공로          |
| 1956 | 패트릭 블래킷          | 우주선 소나기와 중중간자, 고지자기 분야에 대한 뛰어난 연구를 한 공로                                       |
| 1957 | 하워드 플로리          | 실험병리학 및 의학에 대한 뛰어난 공헌을 한 공로                                                            |
| 1958 | 존 이든저 리틀우드     | 타우베리아 이론, 리만 제타 함수, 비선형 미분 방정식을 포함한 다양한 분석 분야에 대한 뛰어난 공헌을 한 공로 |
| 1959 | 프랭크 맥팔레인 버넷   | 바이러스 및 면역학 지식에 대한 뛰어난 공헌을 한 공로                                                       |

## 1960년대
| 연도 | 수상자 이름           | 업적 |
| 1960 | 해롤드 제프리스       | 지구물리학의 여러 분야와 확률 및 천문학 이론 분야에서 뛰어난 업적을 남긴 공로                                    |
| 1961 | 핸스 애돌프 크레브스  | 생화학. 특히 오르니틴, 트리카르복실산 및 글리옥실레이트 주기에 대한 연구                                         |
| 1962 | 시릴 노먼 힌셜우드    | 생물학적 반응 메커니즘 연구를 포함하여 화학 동역학 분야에서 뛰어난 연구와 자연 철학에 대한 뛰어난 공헌을 한 공로 |
| 1963 | 폴 필데스             | 세균학에 대한 선구적인 공헌                                                                                      |
| 1964 | 시드니 채프먼         | 지구 및 행성 간 자기, 전리층 및 북극광에 대한 이론적 공헌을 한 공로                                              |
| 1965 | 앨런 호지킨           | 신경의 흥분과 충격 전도 메커니즘을 발견하고 신경생리학 발전에 기여한 공로                                        |
| 1966 | 윌리엄 로런스 브래그  | X-선 회절에 의한 구조 결정 방법 개발에 대한 뛰어난 공헌을 한 공로                                                |
| 1967 | 버나드 카츠           | 신경근 접합부를 통한 전달과 관련된 기본 과정에 대한 지식에 뛰어난 업적을 남긴 공로                               |
| 1968 | 타데우시 라이덴슈타인 | 비타민 C 화학에 관한 뛰어난 연구와 코르티코스테로이드에 대한 권위 있는 연구를 한 공로                            |
| 1969 | 피터 메더워           | 조직 이식 및 면역학적 내성에 대한 연구를 한 공로                                                                 |

## 1970년대
| 연도 | 수상자 이름                 | 업적                                                                                         |
| 1970 | 알렉산더 R. 토드            | 다양한 유형의 천연물의 분석 및 합성 화학에 대한 뛰어난 업적을 남긴 공로                      |
| 1971 | 노먼 피리                   | 생화학에 대한 뛰어난 공헌, 특히 식물 바이러스의 본질을 규명                                  |
| 1972 | 네빌 프랜시스 모트          | 원자 및 고체물리학을 오랜 세월동안 독창적인 기여를 한 공로                                   |
| 1973 | 앤드루 헉슬리               | 신경 자극 및 근육 수축 활성화 메커니즘에 대한 뛰어난 연구를 한 공로                          |
| 1974 | 윌리엄 밸런스 더글러스 호지 | 대수기하학, 특히 조화 적분 이론에서 선구적인 업적을 남긴 공로                                |
| 1975 | 프랜시스 크릭               | DNA 구조에 대한 해명과 분자생물학에 대한 지속적인 기여를 한 공로                             |
| 1976 | 도러시 호지킨               | 복합 분자 구조, 특히 페니실린, 비타민 B12 및 인슐린에 대한 뛰어난 연구 성과를 남긴 공로      |
| 1977 | 프레더릭 생어               | 단백질의 화학 구조와 핵산 서열에 대한 연구를 한 공로                                         |
| 1978 | 로버트 번스 우드워드        | 복잡한 천연물의 합성과 궤도 대칭의 중요성 발견에 대한 뛰어난 공헌을 한 공로                  |
| 1979 | 맥스 퍼루츠                 | 헤모글로빈의 구조와 생물학적 활성에 대한 자체 연구를 통해 분자생물학에 탁월한 공헌을 한 공로 |

## 1980년대
| 연도 | 수상자 이름               | 업적 |
| 1980 | 디릭 바턴                 | 구조 및 합성 유기화학의 광범위한 문제에 대한 뛰어난 공헌, 특히 입체화학에 입체구조 분석을 도입                                                  |
| 1981 | 피터 D. 미첼              | 에너지 변환의 화학삼투 이론을 공식화하고 발전시키는 데 있어서 생물학에 대한 뛰어난 공헌을 한 공로                                               |
| 1982 | 존 콘프스                 | 생물학적으로 중요한 분자의 입체화학적 제어 합성 및 생합성에 대한 연구                                                                           |
| 1983 | 로드니 로버트 포터        | 면역글로불린의 구조와 단백질의 보체계 활성화에 관련된 반응을 규명                                                                               |
| 1984 | 수브라마니안 찬드라세카르 | 항성 구조, 복사 이론, 유체역학적 안정성 및 상대성 이론을 포함한 이론물리학에 뛰어난 업적을 남긴 공로                                            |
| 1985 | 에런 클루그               | 복잡한 생물학적 구조와 이를 결정하는데 사용되는 방법을 이해시키는데 뛰어난 공헌                                                                 |
| 1986 | 루돌프 파이얼스           | 매우 광범위한 이론물리학에 대한 그의 근본적인 공헌과 핵분열성 물질에서 핵 연쇄 반응의 존재 가능성을 제안하는데 있어 중요한 진전을 이루는데 공헌 |
| 1987 | 로빈 힐                   | 광합성에서 전자 전달의 주요 경로의 본질과 메커니즘을 이해하는데 선구적인 업적을 남긴 공로                                                       |
| 1988 | 마이클 아티야             | 기하학, 위상수학, 분석 및 이론물리학의 광범위한 주제에 대한 근본적인 공헌을 한 공로                                                             |
| 1989 | 세사르 밀스테인           | 면역학, 특히 단클론 항체의 발견과 면역반응 성숙에 있어서 체세포 돌연변이의 역할에 대한 이해에 뛰어난 공헌을 한 공로                             |

## 1990년대
| 연도 | 수상자 이름          | 업적 |
| 1990 | 압두스 살람          | 자연법칙의 대칭성, 특히 전자기력과 약력의 통합에 관한 업적을 남긴 공로 |
| 1991 | 시드니 브레너        | 분자유전학 및 발생생물학에 대한 많은 공헌과 최근 인간 게놈 매핑 프로젝트에서의 역할을 한 공로 |
| 1992 | 조지 포터            | 빠른 광화학적, 광물리적 과정과 화학 및 생물학에서의 역할에 대한 근본적인 이해에 기여 |
| 1993 | 제임스 D. 왓슨       | DNA의 구조 해명부터 인간 게놈 서열 분석의 사회적, 의학적 의미에 이르기까지 DNA에 대한 끊임없는 연구를 한 공로 |
| 1994 | 프레데릭 찰스 프랭크 | 결정형태학 이론, 특히 전위의 원인과 계면 및 결정 성장의 결과, 액정의 근본적인 이해 및 굴절의 개념, 결정성 개념의 확장에 근본적인 기여를 하는데 공헌. 이외에도 수많은 물리적 문제에 대한 다양한 놀라운 통찰력을 통해 많은 기여를 하는데 공헌.                                         |
| 1995 | 프랭크 페너          | 두창과 점액종증 바이러스, 질병을 일으키는 숙주와의 관계에 특히 중점을 두고 동물 바이러스학에 기여한 공로 |
| 1996 | 앨런 코트렐          | 결정 소성, 전위 불순물 상호 작용, 파괴 및 조사 효과에 대한 선구적인 연구를 통해 재료 및 관련 주제의 기계적 특성을 이해하는데 기여 |
| 1997 | 휴 헉슬리            | 근육의 구조와 근육 수축의 분자 메커니즘에 대한 선구적인 연구를 한 공로, 생리학의 가장 큰 문제 중 하나에 대한 해결책을 제시한 공로 |
| 1998 | 제임스 라이트힐      | 소리와 유체 흐름의 상호 작용의 중요한 측면을 포함하여 유체 역학의 여러 분야에 공헌. 항공기 엔진 설계에 많은 영향을 준 공로. 외부생체 유체역학에 관한 연구 (수영 및 비행 메커니즘 분석, 심혈관계 및 기도의 흐름, 달팽이관 역학 및 청각의 기타 측면을 포함한 내부 생체 유체 역학)      |
| 1999 | 존 메이너드 스미스   | 성 선택에 대한 실험적 연구, 노화에 대한 이해에 중요한 공헌, 복잡한 진화 시나리오 분석을 위한 게임 이론 방법 소개, 분자 진화에 대한 연구 등, 진화 생물학에 중요한 기여를 한 공로. 유전적 히치하이킹에 대한 그의 고전적인 연구와 박테리아 개체 수 증가에 대한 지속적인 연구를 한 공로. |

## 2000년대
| 연도 | 수상자 이름      | 업적 |
| 2000 | 앨런 R. 배터스비 | 식물 알칼로이드의 모든 주요 계열에 대한 상세한 생합성 경로를 밝히는 선구적인 업적을 남긴 공로. 복잡한 분자에 대한 미래 생합성 연구의 패러다임으로 자리 잡은 접근 방식으로 분리 작업, 구조 결정, 합성, 동위원소 표지 및 분광학, 특히 고급 NMR뿐만 아니라 유전학 및 분자 생물학을 결합하는데 기여. 비타민 B12에 대한 전체 경로를 규명. |
| 2001 | 자크 밀러        | 면역학 과학에 혁명을 일으킨 흉선과 T 세포의 면역학적 기능에 대한 연구. 이 연구로 감염에 대한 저항성을 향상시키고, 새로운 백신을 생산하고, 이식 생존율을 향상시키고, 자가면역을 갖고, 심지어 면역체계가 암세포를 거부하도록 하는데 공헌                                                                                               |
| 2002 | 존 포플          | 양자화학 분야의 계산 방법 개발. 밀도함수 이론을 화학, 화학물리학 및 생물학을 위한 강력한 이론 도구로 변화시키는데 공헌 |
| 2003 | 존 거든          | 세포 및 발달 생물학 분야에서 독창적이고 획기적인 발견. 특수화된 세포가 유전적으로 동일하며, 포함된 유전자가 아니라 표현하는 유전자만 다르다는 개념을 개척. 현대 생물학의 기본개념을 정립. |
| 2004 | 해럴드 크로토    | 탄소 사슬 분자의 기본 역학을 이해하고 방사성 천문학을 통해 성간 물질에서 이러한 종 (폴리인)을 검출하고 탄소 과학의 새로운 시대를 여는데 중요한 공헌을 한 공로 |
| 2005 | 폴 너스          | 일반적인 세포 생물학과 세포 분열 조절에 대한 해명에 기여 |
| 2006 | 스티븐 호킹      | 이론물리학과 이론우주론에 대한 뛰어난 공헌 |
| 2007 | 로버트 메이      | 종, 공동체 및 전체 생태계가 자연 또는 인간이 만든 교란에 어떻게 반응하는지에 재구성. 생물학적 개체군 내부 및 개체군 간의 상호 작용에 대한 중요한 연구를 한 공로 |
| 2008 | 로저 펜로즈      | 수학과 수리물리학의 여러 분야에 대한 아름답고 독창적인 통찰력으로 일반 상대성 이론과 우주론에 탁월한 공헌을 했으며, 특히 블랙홀과 빅뱅에 대한 연구로 천문학에 많은 기여를 하는데 공헌 |
| 2009 | 마틴 에번스      | 생쥐의 배아줄기세포에 대한 중요한 연구로 유전학 분야에 혁명을 일으킨 공로 |

## 2010년대
| 연도 | 수상자 이름    | 업적 |
| 2010 | 데이비드 콕스  | 통계의 이론과 응용에 중요한 공헌을 한 공로                                                                                           |
| 2010 | 토마스 린달    | DNA 복구의 생화학 이해에 중요한 공헌을 한 공로                                                                                       |
| 2011 | 댄 맥켄지      | 구조판을 포함한 지질학적, 지구물리학적 현상의 이해에 중요한 공헌을 한 공로                                                           |
| 2012 | 존 E. 워커     | 미토콘드리아에서 ATP 합성 메커니즘을 발견한 생물에너지학에 대한 획기적인 연구를 한 공로                                              |
| 2013 | 안드레 가임    | 많은 과학적 공헌, 특히 2차원 원자 결정과 인공 이종구조에 대한 연구를 시작한 공로                                                     |
| 2014 | 알렉 제프리스  | 인간 게놈의 변이와 돌연변이에 대한 선구적인 연구                                                                                     |
| 2015 | 피터 힉스      | 기본 입자의 질량 기원을 설명하는 이론으로 입자물리학에 근본적인 기여를 했으며, 대형 강입자 충돌기의 실험을 통해 이를 확인하는데 공헌 |
| 2016 | 리처드 헨더슨  | 생물학적 물질의 전자현미경 개발에 대한 근본적이고 혁명적인 공헌을 하였으며, 원자 구조를 추론할 수 있게 하는데 기여                   |
| 2017 | 앤드루 와일스  | 20세기의 가장 중요한 수학적 업적 중 하나인 페르마의 마지막 정리에 대한 아름답고 예상치 못한 증명을 한 공로                           |
| 2018 | 제프리 고든    | 인간의 건강과 질병에 대한 장내 미생물 군집의 역할을 이해하는데 기여한 공로                                                           |
| 2019 | 존 B. 구디너프 | 충전식 리튬 배터리를 탄생시킨 발견을 포함하여 재료 과학 및 기술에 탁월한 공헌을 한 공로                                              |

## 2020년대
| 연도 | 수상자 이름                     | 업적 |
| 2020 | 앨런 퍼쉬트                     | 원자 분해능에서 단백질 접힘 경로에 대한 설명을 하기 위해 단백질 공학 방법을 개발하고 적용하여, 이러한 과정에 대한 우리의 이해에 혁명을 일으키는데 공헌 |
| 2021 | 조셀린 벨 버넬                  | 20세기 천문학의 주요 발견 중 하나인 펄서 발견 |
| 2022 | 옥스퍼드 아스트라제네카 백신 팀 | 코로나 바이러스 백신을 신속하게 개발하고 배포한 공로                                                                                                   |
| 2023 | 마틴 리스                       | 이론천체물리학에 공헌 |